# Street Fighter (seria)
Street Fighter – seria bijatyk, stworzonych przez japońską firmę Capcom, zapoczątkowana przez Street Fighter z 1987, wydana na automaty i skonwertowana na inne platformy. To jednak Street Fighter II spopularyzował serię i cały gatunek gier. Obecnie seria ma 5 głównych części – w tym Alpha – jednak każda część, poza pierwszą, doczekała się kilku wznowień, wnoszących na przykład nowe postacie. Poza grami, Street Fighter doczekał się kilku serii animowanych oraz filmów powiązanych bezpośrednio z grą: Uliczny wojownik, Uliczny wojownik II czy Street Fighter: Legenda Chun-Li.

## Lista gier serii
- Street Fighter
- Street Fighter II: The World Warrior
  - Street Fighter II: Champion Edition
  - Street Fighter II: Hyper Fighting
  - Super Street Fighter II
  - Super Street Fighter II Turbo
- Street Fighter Alpha
  - Street Fighter Alpha 2
  - Street Fighter Alpha 3
- Street Fighter III
  - Street Fighter III: 2nd Impact
  - Street Fighter III: 3rd Strike
- Street Fighter IV
  - Super Street Fighter IV
  - Ultra Street Fighter IV
- Street Fighter V
- Street Fighter VI

Studio Arika wydało serię EX, która jako pierwsza w serii wykorzystywała grafikę 3D. Na serię tę składały się 3 części oraz ich aktualizacje:
- Street Fighter EX, aktualizacje to Street Fighter EX Plus oraz Street Fighter EX Plus α
- Street Fighter EX2, z aktualizacją Street Fighter EX2 Plus
- Street Fighter EX3

Capcom wykorzystał również markę Street Fighter do stworzenia crossoveru z X-menami od Marvela, o nazwie X-Men vs Street Fighter, która później wyewoluowała w serię Marvel vs Capcom oraz z postaciami stworzonymi przez SNK, rozpoczynając serię SNK vs Capcom.